# جيراردو ياكيروتي
جيراردو ياكيروتي (بالإسبانية: Gerardo Yecerotte)‏ (28 أغسطس 1985 بوهران، سالتا في الأرجنتين - ) هو لاعب كرة قدم بوليفي وأرجنتيني في مركز الهجوم. شارك مع منتخب بوليفيا لكرة القدم. أما مع النوادي، فقد لعب مع نادي بوليفار ونادي ريال بوتوسي.

## وصلات خارجية
- جيراردو ياكيروتي على موقع الاتحاد الدولي (مؤرشف)  (الإنجليزية)
- جيراردو ياكيروتي على موقع قاعدة بيانات كرة القدم.إي يو (الإنجليزية)
- جيراردو ياكيروتي على موقع ناشيونال فوتبول تيمز (الإنجليزية)
- جيراردو ياكيروتي على موقع Soccerway.com (الإنجليزية)